# Заречье-Александровка
Заречье-Александровка — деревня в Измалковском районе Липецкой области. Входит в состав Лебяженского сельсовета.

## География
Стоит на правом берегу реки Полевые Локотцы.

## История
В 1880 году сельцо Александровское состояло из 7 дворов и являлось центром Дмитриевско-Локотецкой волости.

## Население
| 1880 | 1932 | 1997 | 2010 |
| ---- | ---- | ---- | ---- |
| 65   | ↗193 | ↘13  | ↘8   |